# Igino Balducci
Igino Balducci (Tomba di Pesaro, ora Tavullia, 11 marzo 1891 – Milano, 19 ottobre 1974) è stato un poeta e scrittore italiano, ricordato soprattutto per la cospicua produzione in versi, che ripropone temi e forme della poesia italiana erudita tra Ottocento e Novecento.

## Biografia
In famiglia erano in sette figli, sei fratelli (oltre all’Autore, il fratello Primo, redattore capo della rivista “Nuova Antologia”; Umberto, emigrato nel New Jersey (USA) con la moglie Irene; Adolfo, Maresciallo Maggiore dell’Arma dei Carabinieri; Dante; Bruno, che diventerà comandante dei Vigili urbani di Merano e fondatore della rivista per i vigili urbani “Crocevia”) ed una sorella, Maria (Balducci Consolini) per tanti anni maestra della scuola elementare di Tavullia.
Negli Stati Uniti era anche emigrata da ragazza con la famiglia quella che sarebbe diventata, al rientro in Italia, la sua adorata sposa, Vittoria (detta Vittorina) Della Santina.
Dopo gli studi classici, compiuti nella vicina Pesaro, Igino Balducci si laurea in Giurisprudenza alla Libera Università degli Studi di Urbino.
Partecipa alla Prima guerra mondiale come sottotenente del 2º Reggimento artiglieria pesante campale.
Funzionario dell’Ufficio Imposte di Pesaro, verrà promosso e trasferito a Milano dove trascorrerà il resto della vita, con frequenti ritorni al paese natio Tavullia ed a Gabicce Mare dove la sua famiglia era proprietaria di un albergo. 
Ritiratosi dal lavoro, aprirà a Milano uno studio di consulenza come avvocato tributarista, proseguito ad ampliato dal figlio Avv. Umberto Balducci (Pesaro 1922 - Lerici (SP) 1997) e successivamente, fino a tutt’oggi, dal nipote Avv. Alberto Vittorio Balducci.
A Tavullia, ed alla sua terra che così descriveva “Dove il Picen dall’ultima Romagna, magro il Tavollo limita”, dedica alcuni racconti dai toni nostalgici nel ricordare atmosfere e personaggi.
Tipici esempi sono i libri “Vecchi sulle mura (prefazione di Enrico M. Fusco) con cui arrivò fra i cinque finalisti del Premio Carducci nell’anno 1950; in quella occasione fu istituito appositamente per l’Autore il “Premio Pietrasanta” (cfr. “Premio Carducci 1950 - 1975, Venticinque anni di poesia - Ed. Giunti, Firenze), ed “Inchiostro verde”, dedicato dall’Autore “all’oscura e luminosa terra di Tavullia, custode dei miei morti”.
Le “mura” sono le medioevali mura del Castello di Tavullia “dove i vecchi ragionano, raccontano, rimpiangono, prendendo ad argomento i ricordi del passato fatti di gente emigrata, le ansie del presente di gente che emigra, nuda come siepi d’inverno, e della miseria di sempre” (Il Resto del Carlino, 6 settembre 1973).
Ha collaborato alla Rivista “Nuova Antologia” ed al periodico mensile “Il Bene” del Pio Istituto dei Figli della Provvidenza, fondato nel 1885 da Don Carlo San Martino.
Ha vinto il Premio Internazionale di Poesia Gradara - Coppa Azienda di Soggiorno di Pesaro nel luglio 1970, su 579 concorrenti e 1004 liriche presentate, come si rileva dalla lettera inviatagli dalla segreteria del premio e custodita dal nipote Alberto Vittorio.
Ha vinto il Premio Gastaldi per la saggistica con il libro “Cuore a settant’anni dalla sua pubblicazione”
È presente nel “Chi è” - Dizionario degli italiani di oggi (Ed. Il Cenacolo, Roma, 1940) e ne “L’Italia e gli italiani di oggi” (ed. Il Nuovo Mondo, Genova, 1947).
Tavullia dedica una strada all'Autore nel 1975
L’Autore è stato commemorato nel 1979 nel Palazzetto Comunale di Senigallia alla presenza di numerose autorità civili e religiose, di rappresentanti della Famiglia Marchigiana e della sorella Maria Balducci Consolini.
Fra le sue opere ricordiamo “Nessuno ucciderà il nostro drago”, diario di una piccola comunità della Marca romagnola sospinta dai tedeschi verso luoghi ignoti, forse autobiografico, giudicato da parte della critica come “il più bel romanzo del dopoguerra” (Il Resto del Carlino, settembre 1973) e “Le Madonne di nessuno”, raccolta di delicate poesie dedicate alla “Madonnine” che spesso si incontrano ai lati delle strade, soprattutto di campagna.

## Opere
- Fiori di Roccia - La Prora - Milano 1934
- Voci nel vento - Ed. Quaderni di poesia - Milano 1935
- Carducci e l’ipercritica - La Prora - Milano 1935
- Aloni e Ombre - La Prora - Milano 1937
- Il dialogo delle nubi - La Prora - Milano 1939
- Dar da bere agli annegati (con lo pseudonimo Appio Folci) - La Prora - Milano 1940
- L’isola sonnolenta - Garzanti - Milano 1941
- Nessuno ucciderà il nostro drago (con lo pseudonimo Appio Folci) - La Prora - Milano 1950
- Vecchi sulle mura - Trevisini - Milano 1951
- L’astuto Panurgo, ovvero la poesia oggi - Conferenza a Treviso al Concorso Nazionale di poesia - 1953
- Vocine lontane, Il fratino, Il mortorio del lombrico - Fiori di campo, antologia di poesie per fanciulli - Vallardi - Milano 1955

- Voglio aprire questi occhi - Colonnello - Milano 1955
- Cuore a settant’anni dalla sua pubblicazione - Gastaldi - Milano 1956
- I primi anni - libretto per bambini con disegni di Ennio Di Majo - Pagnoni - Milano 1960
- Le Madonne di nessuno - S.T.E.U. - Urbino 1963
- Inchiostro verde, racconti - Trevisini - Milano 1970